# トラヴィス郡 (テキサス州)
トラヴィス郡 (英: Travis County) は、アメリカ合衆国テキサス州にある郡、オースティン大都市圏の一部。人口は129万0188人（2020年）。郡庁所在地はテキサス州の州都にもなっているオースティン (Austin)である。
郡名は、テキサス共和国の軍人でアラモの戦いの指揮を執ったウィリアム・トラヴィスに因み命名された。

## 地理
トラヴィス郡は中部テキサスに位置し、75マイルほど南西にはサンアントニオ、150マイルほど東にはヒューストンが位置している。郡内にはコロラド川が横切り、3つの湖（トラヴィス湖、オースティン湖、レディ・バード湖）が郡の水域を占めている。
アメリカ合衆国統計局
によると、この郡は総面積2,647 km2 (1,022 mi2) である。このうち2,562 km2 (989 mi2) が陸地で、85 km2 (33 mi2) が水域である。総面積の3.21%が水域となっている。

### 主な幹線道路
- 州間高速道路35号線
- 国道183号線
- 国道290号線
- 州道71号線
- 州高速道路130号線

### 隣接する郡
- ウィリアムソン郡（北）
- バストロップ郡（東）
- コールドウェル郡（南）
- ヘイズ郡（南西）
- ブランコ郡（西）
- バーネット郡（北西）

## 人口動静

トラヴィス郡の人口ピラミッド

2000年の国勢調査で、この郡は812,280人、320,766世帯、及び183,798家族が暮らしている。人口密度は317/km2 (821/mi2) で、131/km2 (340/mi2) の平均的な密度に335,881軒の住居が建っている。この郡の人種的構成は白人68.21%、アフリカン・アメリカン9.26%、先住民0.58%、アジア系4.47%、太平洋諸島系0.07%、その他の人種14.56%、及び混血2.85%で、人口の28.20%がヒスパニックまたはラテン系である。人口の12.0%がドイツ系、7.7%がイングランド系、6.6%がイタリア系、5.5%がアメリカ系移民の子孫である。また、5歳以上の71.42%が自宅で英語を話し、22.35%がスペイン語、1.05%が中国語（北京語、台湾語、広東語も含む）を自宅で話すと答えている。2005年度の社会調査では、住民の25.1%が自宅でスペイン語を話すと答えた。
320,766世帯のうち、29.30%は18歳未満の子供と暮らしており、42.60%は夫婦で生活している。10.40%は未婚の女性が世帯主であり、42.70%は家族以外の住人と同居している。30.10%は独身の居住者が住んでおり、4.40%は65歳以上で独居である。1世帯あたりの平均人数は2.47人であり、家庭の場合は3.15人である。
郡内の住民は23.80%が18歳未満の未成年、18歳以上24歳以下が14.70%、25歳以上44歳以下が36.50%、45歳以上64歳以下が18.20%、及び65歳以上が6.70%にわたっている。中央値年齢は30歳である。女性100人ごとに対して男性は104.90人いて、18歳以上の女性100人ごとに対して男性は104.50人いる。
この郡の世帯ごとの平均的な収入は46,761米ドルであり、家族ごとでは58,555米ドルである。男性の37,242米ドルに対して女性は30,452米ドルの平均的な収入がある。この郡の一人当たりの収入 (per capita income) は25,883米ドルである。人口の12.50%及び家族の7.70%は貧困線以下である。18歳未満の13.90%及び65歳以上の7.60%は貧困線以下の生活を送っている。

## 都市

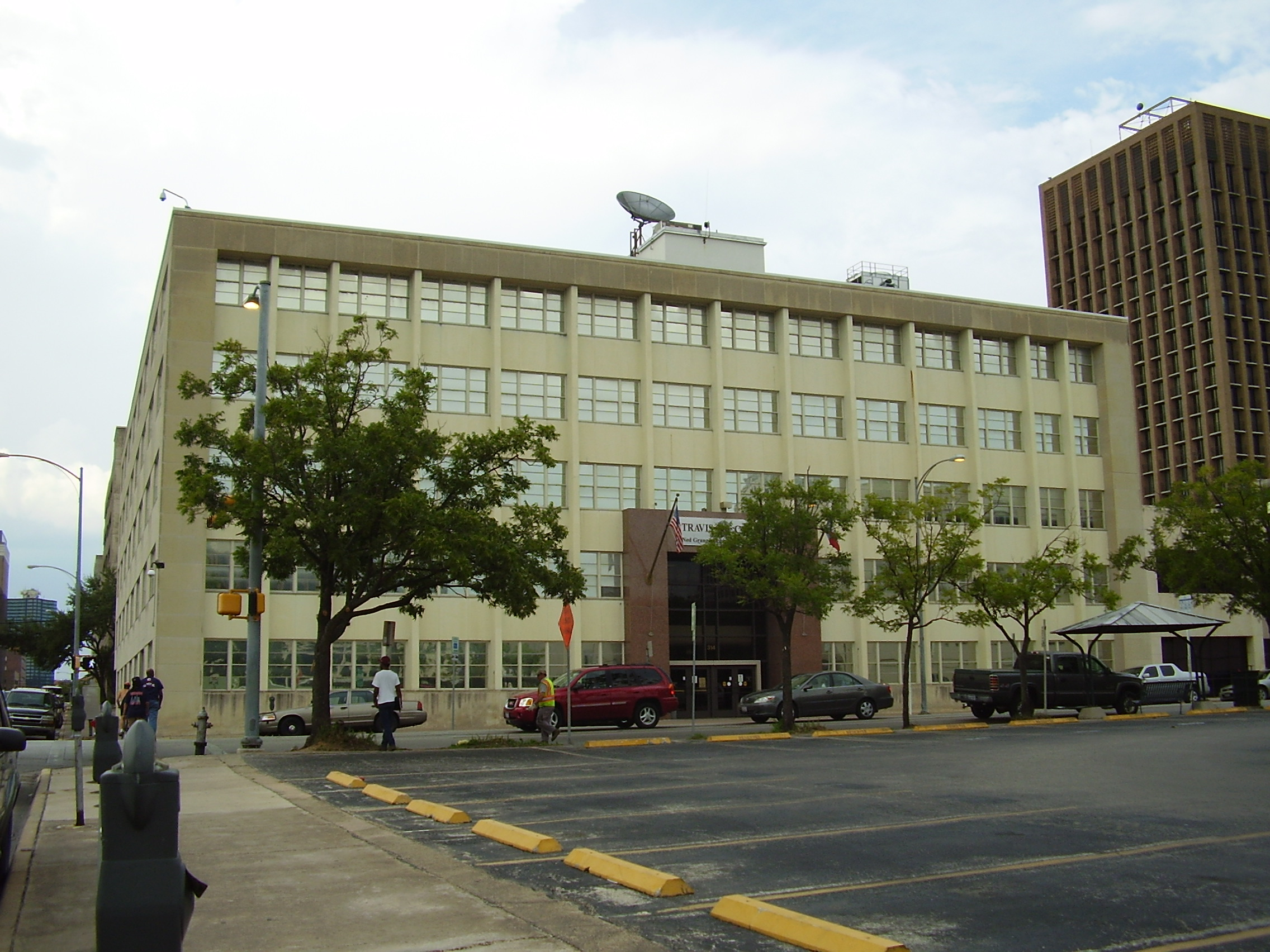
ネッド農業共済組合本部

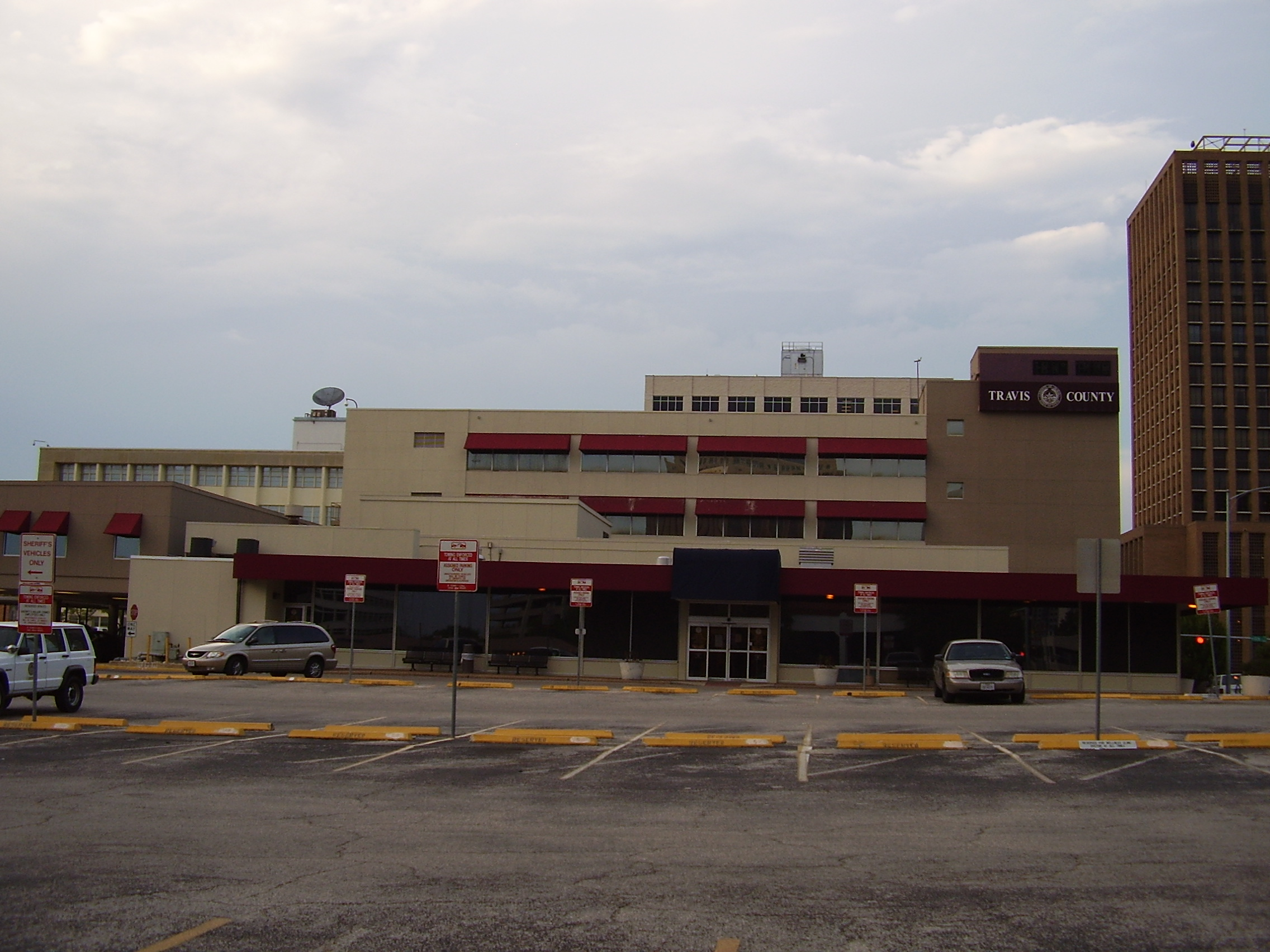
ラヴァカ・ストリート1010番地にある郡営の大型商業施設

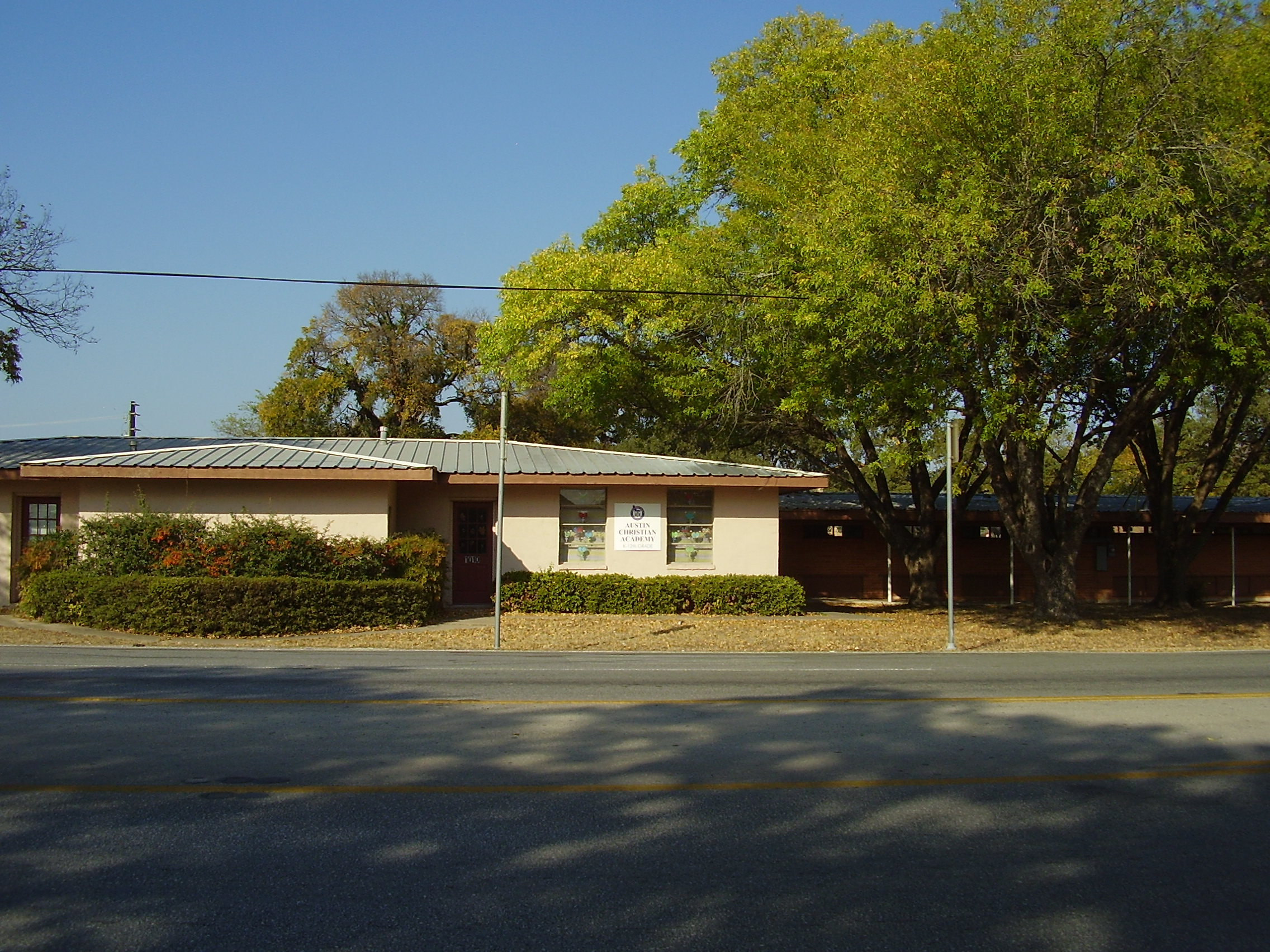
オースティン・クリスチャン・アカデミー

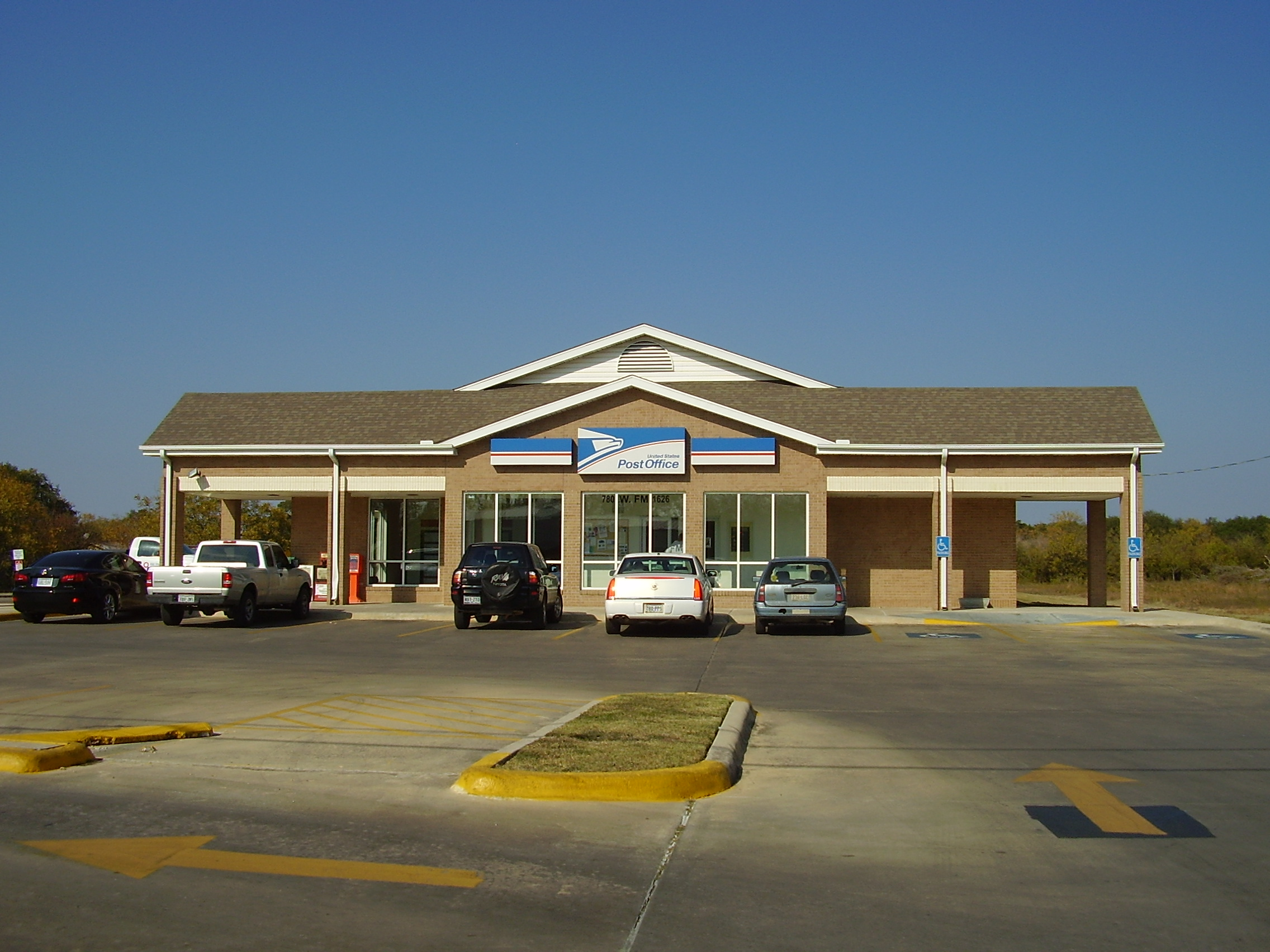
マンチャカ郵便局

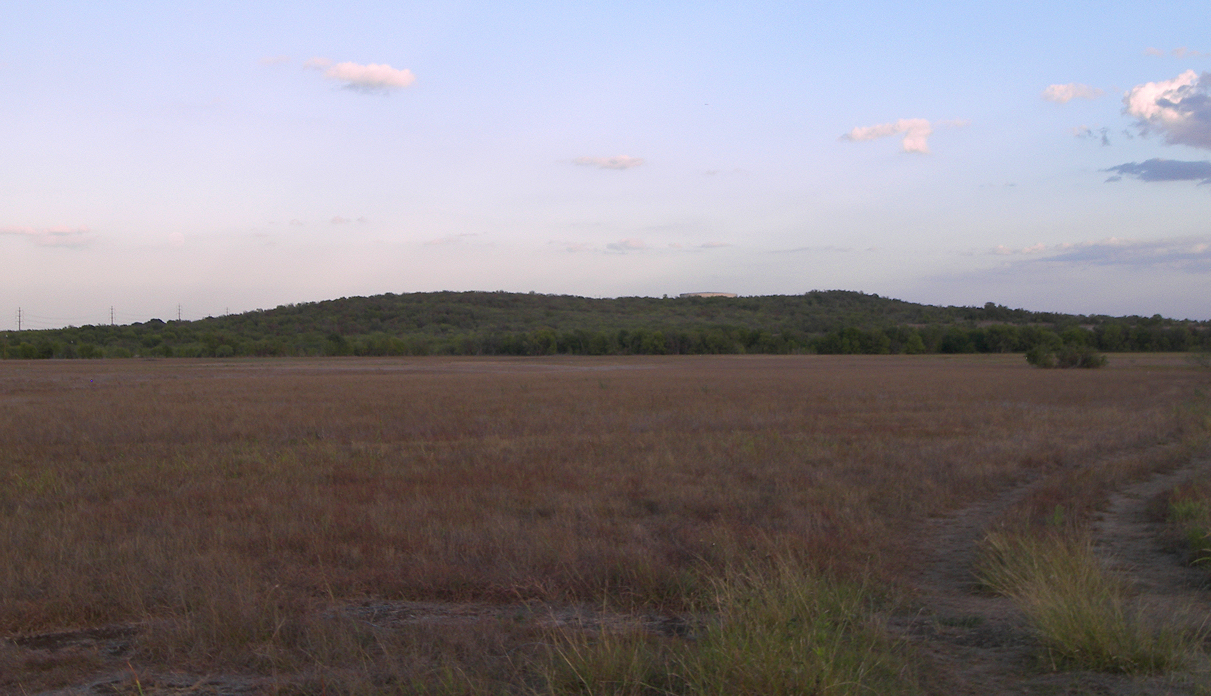
パイロット・ノブの跡地

- オースティン（郡庁所在地）
- フルーガービル
- レイクウェイ（en:Lakeway, Texas）
- マナー（en:Manor, Texas）
- ビー・ケイヴ（en:Bee Cave, Texas）
- ラーゴ・ヴィスタ（en:Lago Vista, Texas）
- ウェスト・レイク・ヒルズ（en:West Lake Hills, Texas）
- ジョーンズタウン（en:Jonestown, Texas）
- ブライアークリフ（en:Briarcliff, Texas）
- クリードムーア（en:Creedmoor, Texas）
- ポイント・ヴェンチャー（en:Point Venture, Texas）
- ローリングウッド（en:Rollingwood, Texas）
- サン・リアーナ（en:San Leanna, Texas）
- サンセット・ヴァレー（en:Sunset Valley, Texas）
- ザ・ヒルズ（en:The Hills, Texas）
- ヴォレンテ（en:Volente, Texas）
- ウェバーヴィル（en:Webberville, Texas）
- ラウンドロック（小部分）
- シーダーパーク（小部分）
- リーアンダー（小部分）

国勢調査指定地域
- アンダーソン・ミル（en:Anderson Mill, Texas）
- バートン・クリーク（en:Barton Creek, Texas）
- ガーフィールド（en:Garfield, Texas）
- ハドソン・ベンド（en:Hudson Bend, Texas）
- ジョリーヴィル（en:Jollyville, Texas）
- ロスト・クリーク（en:Lost Creek, Texas）
- オニオン・クリーク（en:Onion Creek, Texas）
- シェイディ・ホロウ（en:Shady Hollow, Texas）
- ウェルズ・ブランチ（en:Wells Branch, Texas）
- ウィンダミア（en:Windemere, Texas）

非行政コミュニティー
- ブラフ・スプリングス（en:Bluff Springs, Texas）
- セル（en:Cele, Texas）
- デル・ヴァル（en:Del Valle, Texas）
- エルロイ（en:Elroy, Texas）
- キンブロ（en:Kimbro, Texas）
- ランド（en:Lund, Texas）
- マンチェカ（en:Manchaca, Texas）
- マーシャル・フォード（en:Marshall Ford, Texas）
- マクニール（en:McNeil, Texas）
- ニュー・スウェーデン（en:New Sweden, Texas）
- パイロット・ノブ（en:Pilot Knob, Texas）

## 著名な住民
- セドリック・ベンソン - シカゴ・ベアーズでランニングバックを務めるNFL選手。
- ヴィンス・ヤング - テネシー・タイタンズでクォーターバックを務めるNFL選手。
- タイ・デトマー - クォーターバックを務めた元NFL選手で、1990年度ハイズマン賞受賞者。
- ランス・アームストロング - ツール・ド・フランス1999年 - 2005年度の優勝者。